# Ixora daemonia
Ixora daemonia är en måreväxtart som beskrevs av Cornelis Eliza Bertus Bremekamp. Ixora daemonia ingår i släktet Ixora och familjen måreväxter. Inga underarter finns listade i Catalogue of Life.